# Dvorce (kraj morawsko-śląski)
Dvorce (niem. Hof) – wieś (dawne miasto) i gmina w Czechach, w kraju morawsko-śląskim, w powiecie Bruntál. Leży w obrębie Niskiego Jesioniku, przy ujściu Křišťanovickiego potoku do Lobníka, na trasie Opawa – Ołomuniec (droga I/46). Pod względem podziału historyczno-kulturowego znajduje się na Morawach, około sześciu kilometrów od granicy ze Śląskiem. 

## Historia
Pierwsza pisemna wzmianka o Dvorcach pochodzi z 1339. Należały wówczas do rodu Sternbergów, których głównym ośrodkiem był nieodległy zamek Sternberg (Šternberk). W 1409 stały się majątkiem panów von Krawarn, kolejnymi właścicielami byli: Berkowie z Dubej (1460–1565), książęta ziębiccy (do 1667), Wirtembergowie oraz od 1699 Liechtensteinowie. W początkach duże znaczenie dla rozwoju miasteczka miały występujące w okolicy bogate złoża rud. W XVIII wieku dominujące znaczenie dla lokalnej gospodarki zyskało tkactwo.
Przed II wojną światową Dvorce były miejscowością ze zdecydowaną przewagą ludności niemieckiej. Według spisu powszechnego z 1930 liczyły 2457 mieszkańców, z tego 2364 (96,2%) podało narodowość niemiecką, 34 (1,3%) czechosłowacką, 9 inną, ponadto w mieście żyło 50 cudzoziemców. Weszły w skład Kraju Sudetów anektowanego przez III Rzeszę w 1938.
Po wojnie rdzenna ludność została wysiedlona. Zastąpili ją przybysze z innych regionów Czechosłowacji oraz czescy reemigranci, nigdy jednak nie udało się odbudować dawnego potencjału populacyjnego. Dvorce straciły po 1945 status miasta. Duża część historycznej zabudowy została w powojennych dekadach wyburzona, wokół rynku powstało osiedle bloków. W granice Dvorców włączono też obszar całkowicie wyludnionej wsi Rejchartice (Reigersdorf).

## Zabytki i obiekty historyczne
- katolicki kościół parafialny pw. św. Idziego – wzniesiony w latach 1753–1755 po pożarze starszego, przebudowywany w XIX wieku[4]; przylega do niego empirowy budynek plebanii zbudowany po pożarze z 1834[5] i pomnik upamiętniający pobyt Jana III Sobieskiego w 1683
- kaplice cmentarna św. Katarzyny – zbudowana jako ewangelicka w połowie XVI wieku, po 1630 katolicka, po II wojnie światowej przykryta blaszanym dachem i obłożona pustakami[6]
- fontanna z figurą Neptuna – zbudowana około 1815, jedyna pozostałość pierwotnego rynku[7]
- świetlica i stołówka szkolna – budynek z 1904, pierwotnie mieszczący sąd powiatowy[8]

- szkoła podstawowa – modernistyczny budynek z 1930[8]
- szpital – budynek o skromnych cechach neobarokowych z 1910, rozbudowany w 1922; placówka pierwotnie zarządzana przez zakon krzyżacki, obecnie oddział opieki długoterminowej szpitala w Karniowie[2]
- zabudowa willowa z początku XX wieku skupiona w rejonie ulicy Na Aleji
- pozostałości historycznej zabudowy typu małomiasteczkowego rozproszone w obrębie dawnych przedmieść (ulica Lípová, Opavská, Dlouhá i inne)
- dawna stacja kolei wąskotorowej łączącej w latach 1898–1933 Dvorce z Ondrášovem[9]

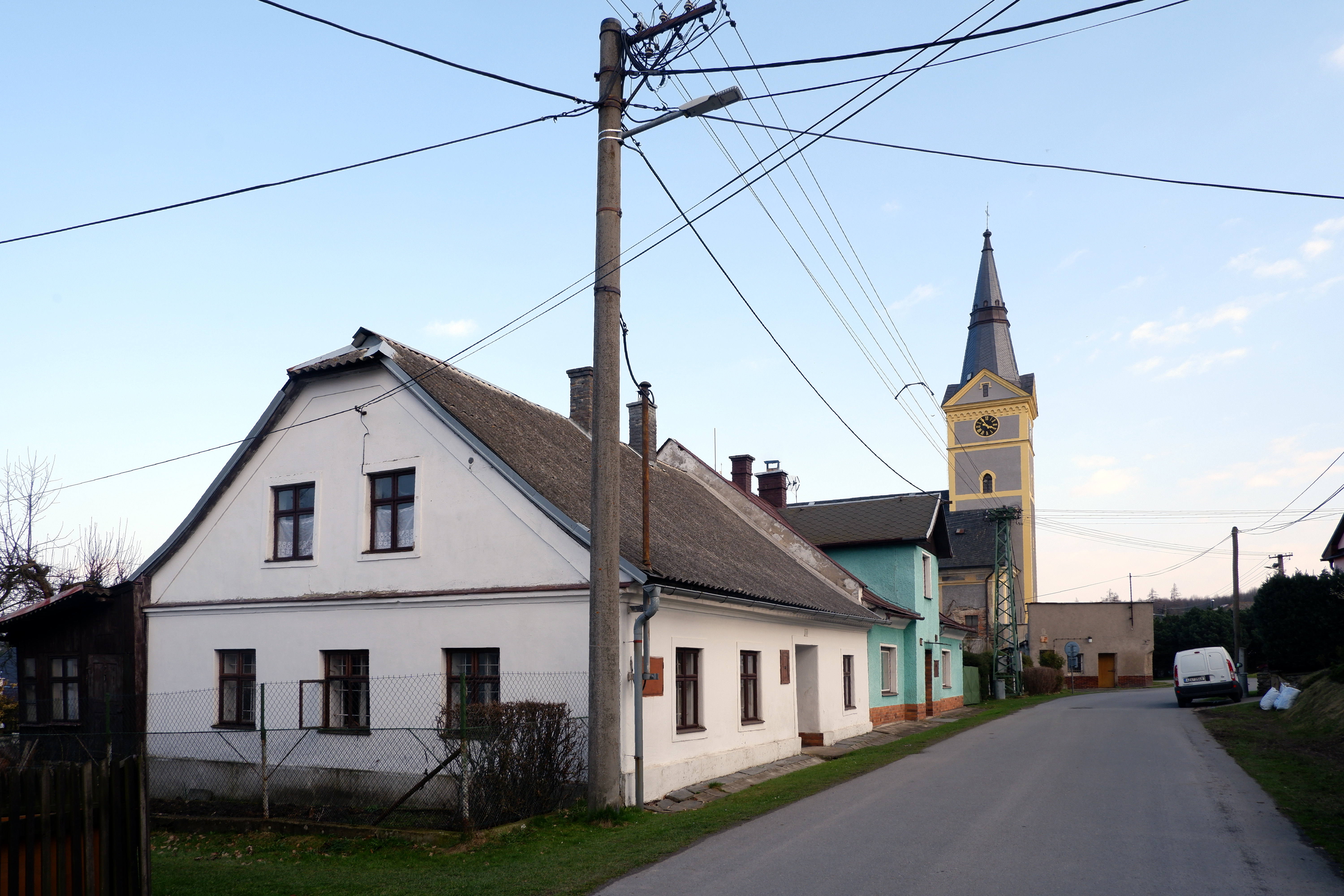
Zabudowa ulicy Smetanovej i wieża kościoła św. Idziego
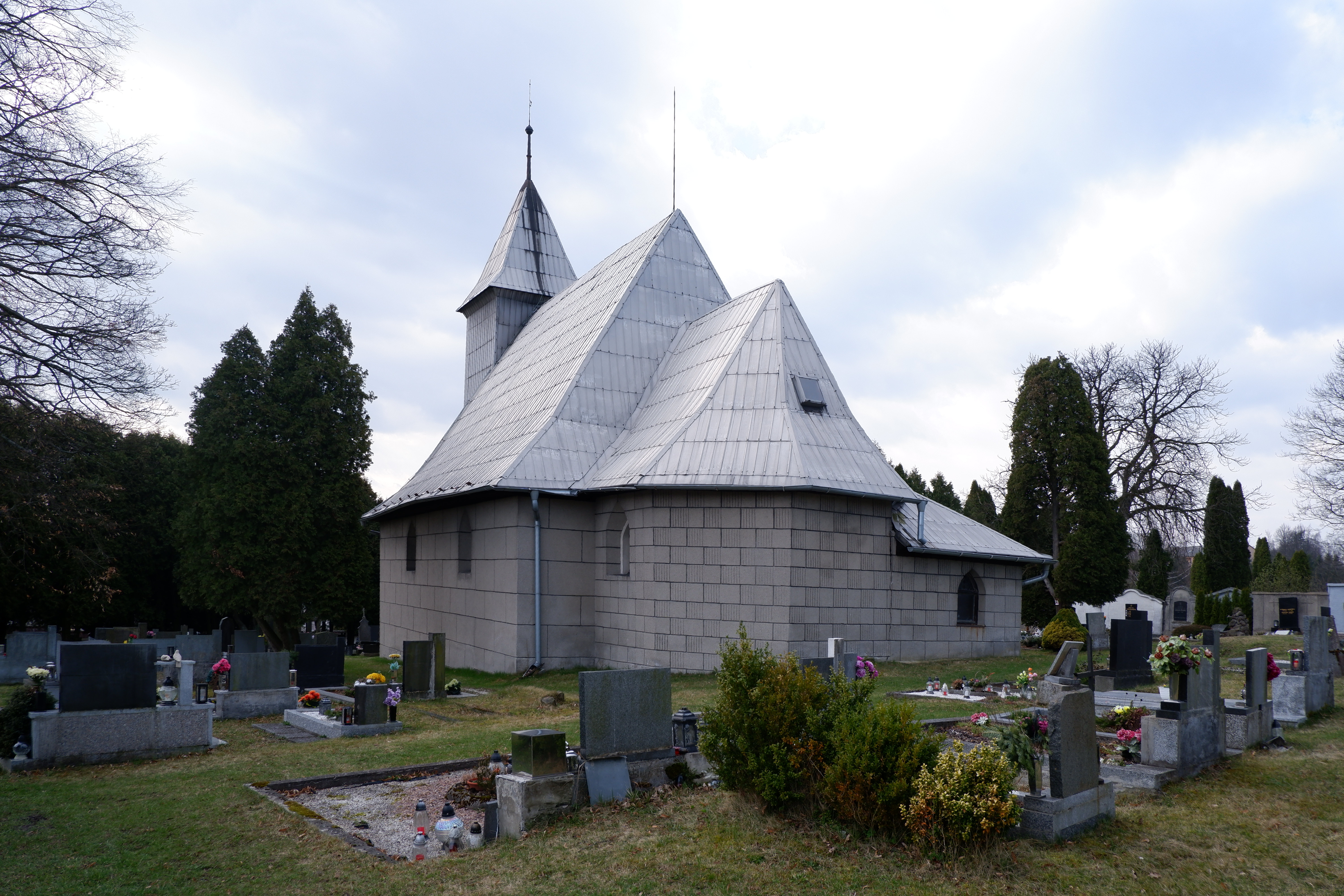
Kaplica cmentarna
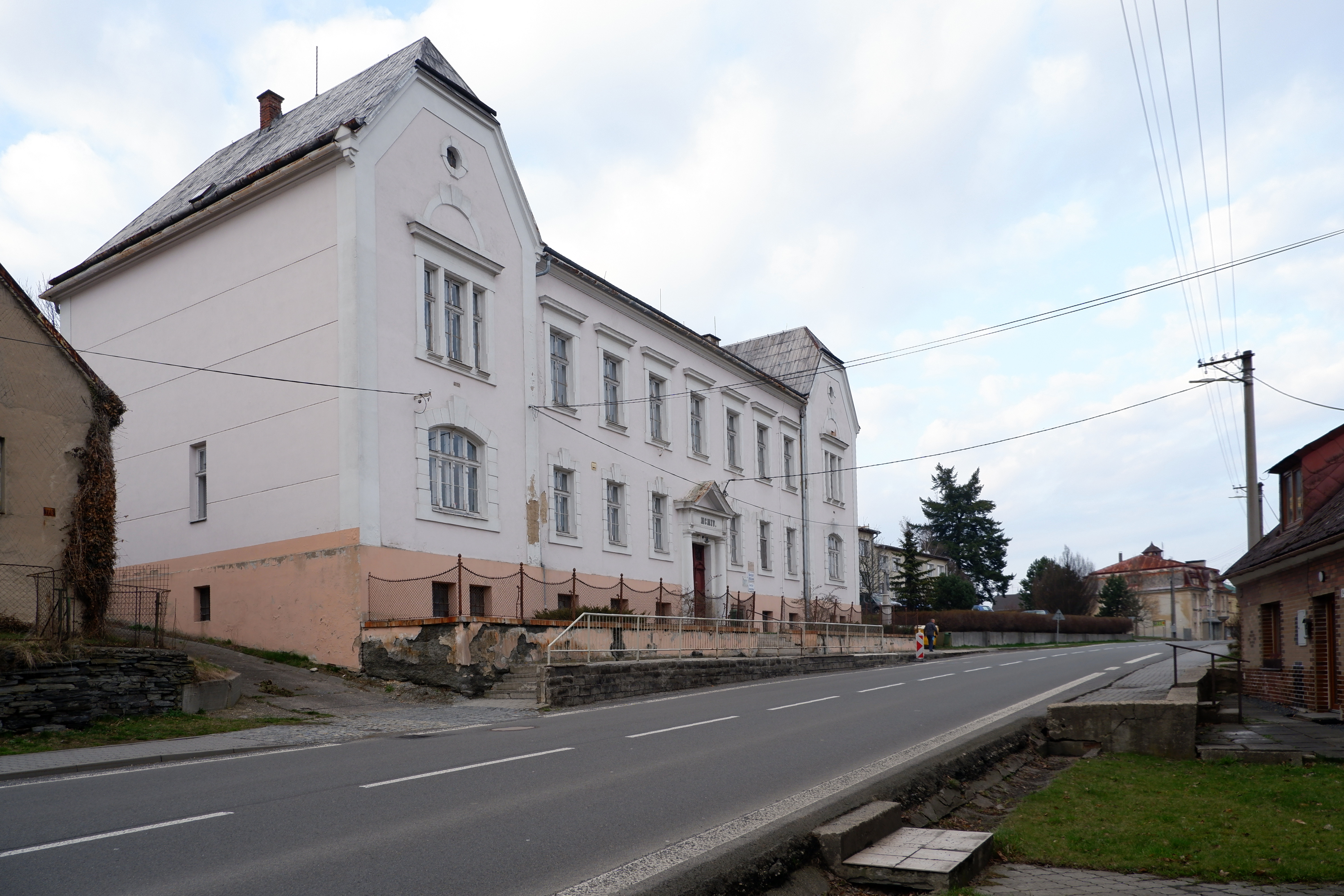
Świetlica i stołówka szkolna (dawny sąd)

## Osoby związane z miejscowością
- Wilhelm Jahn (1835–1900) – dyrygent, wieloletni dyrektor Opery Wiedeńskiej
- Wilhelm von Hartel (1839–1907) – filolog klasyczny, pedagog i polityk, austriacki minister wyznań i szkolnictwa w latach 1899–1905
- Leoš Kyša (* 1981) – pisarz, autor m.in. powieści Sudetenland (2023) poświęconej alternatywnej historii Dvorców, w której nie doszło do wysiedlenia ludności niemieckiej
- Antonín Schindler (1925–2010) – organolog, współzałożyciel Filharmonii Morawskiej